# لیگ برتر والیبال مردان ایران ۱۳۷۷
لیگ برتر والیبال ایران ۱۳۷۷ دومین دوره لیگ برتر والیبال ایران می‌باشد. این دوره از مسابقات با حضور ۷ تیم برگزار شد که کمترین تعداد تیم‌‌‌های شرکت‌کننده در بالاترین سطح لیگ والیبال مردان در تاریخ ایران بوده است. در پایان پیکان تهران به قهرمانی این دوره از لیگ رسید.

## جدول رده‌بندی
|      |                  |          | بازی‌ها | بازی‌ها | بازی‌ها | صعود یا سقوط                        |
| رتبه | تیم              | امتیازات | بازی   | برد    | باخت   | صعود یا سقوط                        |
| ---- | ---------------- | -------- | ------ | ------ | ------ | ----------------------------------- |
| ۱    | پیکان تهران      | ۲۳       | ۱۲     | ۱۱     | ۱      | صعود به قهرمانی باشگاه‌های آسیا ۱۹۹۹ |
| ۲    | صنام تهران       | ۲۲       | ۱۲     | ۱۰     | ۲      |                                     |
| ۳    | ذوب‌آهن اصفهان    | ۲۰       | ۱۲     | ۹      | ۳      |                                     |
| ۴    | مقاومت ارومیه    | ۱۸       | ۱۲     | ۶      | ۶      |                                     |
| ۵    | آبگینه قزوین     | ۱۶       | ۱۲     | ۴      | ۸      |                                     |
| ۶    | نکاچوب ساری      | ۱۳       | ۱۲     | ۱      | ۱۱     |                                     |
| ۷    | نیوپان گنبد      | ۱۳       | ۱۲     | ۱      | ۱۱     | سقوط به دسته اول                    |
| —    | ابریشم ایران رشت | –        | –      | –      | –      | سقوط به دسته اول                    |

- ابریشم ایران رشت در میانۀ مسابقات از حضور در لیگ کناره‌گیری کرد.

## رده‌بندی نهایی
| رتبه | تیم              |
| ---- | ---------------- |
| 1    | پیکان تهران      |
| 2    | صنام تهران       |
| 3    | ذوب‌آهن اصفهان    |
| ۴    | مقاومت ارومیه    |
| ۵    | آبگینه قزوین     |
| ۶    | نکاچوب ساری      |
| ۷    | نیوپان گنبد      |
| –    | ابریشم ایران رشت |

|  | راه‌یافته به قهرمانی باشگاه‌های آسیا ۱۹۹۹ |

|  | راه‌یافته به دسته اول |

| قهرمان فصل ۱۳۷۷ لیگ برتر ایران |
| ------------------------------ |
| پیکان تهران سومین قهرمانی      |

|  |  |